# Harisiddhi
Harisiddhi (nep. हरिसिद्धी) – gaun wikas samiti w środkowej części Nepalu w strefie Bagmati w dystrykcie Lalitpur. Według nepalskiego spisu powszechnego z 2001 roku liczył on 1338 gospodarstw domowych i 5939 mieszkańców (2917 kobiet i 3022 mężczyzn).